# Drepanoneura
Drepanoneura is een geslacht van libellen (Odonata) uit de familie van de Protoneuridae.

## Soorten
Drepanoneura omvat 8 soorten:
- Drepanoneura donnellyi von Ellenrieder & Garrison, 2008
- Drepanoneura flinti von Ellenrieder & Garrison, 2008
- Drepanoneura janirae von Ellenrieder & Garrison, 2008
- Drepanoneura letitia (Donnelly, 1992)
- Drepanoneura loutoni von Ellenrieder & Garrison, 2008
- Drepanoneura muzoni von Ellenrieder & Garrison, 2008
- Drepanoneura peruviensis (Fraser, 1946)
- Drepanoneura tennesseni von Ellenrieder & Garrison, 2008